# Bosia
Bosia (Beusia in piemontese) è un comune italiano di 172 abitanti della provincia di Cuneo in Piemonte.
Il comune faceva parte della comunità montana Alta Langa e Langa delle Valli Bormida e Uzzone.

## Storia

### Simboli
Lo stemma e il gonfalone sono stati concessi con decreto del presidente della Repubblica del 27 dicembre 1991.
Il gonfalone è un drappo partito di giallo e di verde.

## Società

### Evoluzione demografica
Abitanti censiti

## Amministrazione
| Periodo        | Periodo        | Primo cittadino        | Partito                            | Carica  | Note  |
| -------------- | -------------- | ---------------------- | ---------------------------------- | ------- | ----- |
| 14 giugno 1999 | 14 giugno 2004 | Giorgio Mario Dolcetti | Indipendente                       | Sindaco | [ 6 ] |
| 14 giugno 2004 | 8 giugno 2009  | Flavio Vola            | lista civica                       | Sindaco | [ 6 ] |
| 8 giugno 2009  | 26 maggio 2014 | Domenico Chiola        | lista civica                       | Sindaco | [ 6 ] |
| 26 maggio 2014 | in carica      | Ettore Secco           | lista civica: per il bene di Bosia | Sindaco | [ 6 ] |